# همفري وارد
همفري وارد (بالإنجليزية: Humphrey Ward)‏ (20 يناير 1899 - 16 ديسمبر 1946) هو لاعب كركيت ولاعب كرة قدم بريطاني (وحمل سابقاً جنسية المملكة المتحدة لبريطانيا العظمى وأيرلندا) في مركز الدفاع. لعب مع Europeans cricket team ‏.

## وصلات خارجية
- همفري وارد على موقع الاتحاد الدولي (مؤرشف)  (الإنجليزية)
- همفري وارد على موقع أوليمبيديا (الإنجليزية)